# Уняйш-да-Серра
Уняйш-да-Серра (порт. Unhais da Serra; МФА: [u.ˈɲajʒ dɐ ˈse.ʁɐ]) — парафія в Португалії, у муніципалітеті Ковілян. Розташована в східній частині країни, на теренах історичної португальської провінції Бейра. Входить до складу округу Каштелу-Бранку. За адміністративним поділом, чинним до 1976 року, терени парафії були складовою провінції Нижня Бейра. Належить до Порталегрівсько-Каштелу-Бранківської діоцезії Католицької церкви. Патрон — Santo Aleixo. Площа — 29,9308 км². Населення — 1398 ос. (2011). Слабо урбанізований регіон. Густота населення — 46,71 осіб/км²
. Код — 050325.

## Населення
| Кількість мешканців | Кількість мешканців | Кількість мешканців | Кількість мешканців | Кількість мешканців | Кількість мешканців | Кількість мешканців | Кількість мешканців | Кількість мешканців | Кількість мешканців | Кількість мешканців | Кількість мешканців | Кількість мешканців | Кількість мешканців | Кількість мешканців |
| ------------------- | ------------------- | ------------------- | ------------------- | ------------------- | ------------------- | ------------------- | ------------------- | ------------------- | ------------------- | ------------------- | ------------------- | ------------------- | ------------------- | ------------------- |
| 1864                | 1878                | 1890                | 1900                | 1911                | 1920                | 1930                | 1940                | 1950                | 1960                | 1970                | 1981                | 1991                | 2001                | 2011                |
| 893                 | 1 207               | 1 486               | 1 495               | 1 545               | 1 392               | 1 450               | 2 001               | 2 422               | 2 499               | 1 739               | 1 826               | 1 539               | 1 385               | 1 398               |